# Nossa Senhora do Bom Conselho
Nossa Senhora do Bom Conselho (em latim Mater boni consilii) é uma das invocações da Virgem Maria. Com a mesma intenção ela é chamada de Mãe do Bom Conselho, Nossa Senhora de Escodra, Nossa Senhora dos Bons Serviços e Santa Maria do Paraíso. Esta devoção está centrada num ícone da Virgem atualmente exposto em Genazzano, Itália, na Igreja de Nossa Senhora do Bom Conselho. 
As origens do ícone são envoltas em lendas e milagres. A história se divide em duas partes. A maioria dos relatos liga uma imagem de Nossa Senhora de Escodra (Bom Conselho) cultuada na Albânia e o ícone atualmente venerado na Itália.
Na Albânia Nossa Senhora era venerada desde tempos muito antigos sob este e outros títulos. Um deles é o de Zoja e Bekueme (Senhora Bendita), e havia muitas capelas a ela dedicadas. Especialmente uma delas, localizada em Escodra, onde havia um ícone da Virgem, se tornou um centro de peregrinação durante as guerras contra os Otomanos. Um dia, durante um cerco à cidade, dois albaneses devotos se postaram ao pé da imagem e rezaram para que pudessem escapar com segurança. Diz a lenda que neste momento a imagem se desprendeu do altar e flutuou no ar, saindo da igreja. Os dois homens, Gjorgji e De Sclavis, seguiram a pintura, que finalmente os conduziu até a Itália, onde desapareceu diante de suas vistas.
Aqui inicia a outra parte da história. Quando o papa Sisto III solicitou ajuda dos fiéis para renovações na Basílica de Santa Maria Maggiore, o povo de Genazzano contribuiu generosamente, recebendo em troca um terreno na sua cidade, onde foi erguida uma igreja sob a invocação de Nossa Senhora do Bom Conselho. Com a passagem do tempo a igreja, sem cuidados, foi caindo em ruínas. Em 1467 uma viúva do local, Petruccia de Nocera (ou de Geneo), sentiu-se movida a reparar o templo com seus próprios mas reduzidos recursos. Sem encontrar ajuda, ela gastou o que possuía sem conseguir terminar as obras.
Diz a tradição que na festa de São Marcos, em 25 de abril daquele ano, a população se reuniu para festejar. Por volta das 16h o povo ouviu uma bela música, e procurou de onde vinha. Então viram uma nuvem, em meio ao céu claro, descer do céu e cobrir uma das paredes inacabadas da igreja, lá permanecendo por algum tempo. Quando a nuvem se dissipou, a população viu sobre a parede uma pintura da Virgem com o Menino onde nada existia antes, e parecendo como que flutuar sobre a parede.
Então os sinos começaram a tocar sozinhos, atraindo as pessoas de longe para ver o que estava acontecendo. Depois da notícia se espalhar por toda a Itália, peregrinos começaram a chegar de todos os lugares. Dois peregrinos da Albânia disseram que era a mesma imagem que veneravam em sua terra natal. Também assinalou-se a ocorrência de muitos milagres diante da pintura. Foi tão grande o número de prodígios que foi indicado um notário para registrar os mais notáveis, e este registro ainda existe, listando 171 milagres. Além de suas propriedades miraculosas, alega-se que a imagem por si mesma é extraordinária. Relatos afirmam que a fisionomia da Virgem muda de acordo com certas circunstâncias. 
O Papa Leão XIII, por um decreto do dia 22 de abril de 1903, adicionou à ladainha lauretana a invocação Mater Boni Consilii, ora pro nobis. O papa Pio XII colocou seu papado sob a proteção da Virgem do Bom Conselho.
Na II Guerra Mundial grande parte da igreja foi destruída, mas a imagem permaneceu intocada. O povo da Albânia não esqueceu da imagem desaparecida e ainda a festeja em sua pátria, mas também acorre a Genazzano em peregrinações. Para os imigrantes albaneses na Itália o ícone permanece como uma referência cultural e religiosa, e seu santuário, como um ponto de encontro.
A festa de Nossa Senhora do Bom Conselho também acontece no Brasil, na cidade de Granito, Pernambuco. Os festejos começam no dia 23 de janeiro, com o tradicional “pau da bandeira” e hasteamento da bandeira, novenário do dia 24 ao dia 1, e encerramento no dia 2 de fevereiro.
Acontece também na cidade de Arapiraca, Alagoas, a qual é padroeira da cidade. As festividades iniciam no dia 23 de Janeiro e segue com o novenário em honra a Nossa Senhora do Bom Conselho e finda no dia 02 de Fevereiro com a procissão e a celebração eucarística, onde na missa matutina ocorre a renovação dos votos dos leigo(a)s e consagrado(a)s de institutos de vida pessoal e diocesanos.

O Papa Leão XIV rezou perante a imagem de Nossa Senhora do Bom Conselho dia 10 de maio de 2025.